# Фробеніусова нормальна форма
Фробеніусовою нормальною формою лінійного оператора називається блочно-діагональна матриця, що складається з фробеніусових комірок виду
{\displaystyle {\begin{pmatrix}0&0&\cdots &0&-a_{0}\\1&0&\cdots &0&-a_{1}\\0&1&\cdots &0&-a_{2}\\\vdots &\vdots &\ddots &\vdots &\vdots \\0&0&\cdots &1&-a_{n-1}\end{pmatrix}}}
і є матрицею даного лінійного оператора в деякому базисі.
Названа на честь німецького математика Фердинанда Георга Фробеніуса.

## Властивості
Коефіцієнтами характеристичного многочлена фробеніусової комірки є {\displaystyle a_{0}}, {\displaystyle a_{1}}, {\displaystyle \cdots }, {\displaystyle a_{n-1}} з приведеної вище матриці, і многочлен має вигляд {\displaystyle x^{n}+x^{n-1}a_{n-1}+\cdots +a_{0}}.